# Jordi Pascuet i Mas
Jordi Pascuet i Mas   (la Seu d'Urgell, 1 de febrer de 1979) és un pilot de trial català. Després d'haver guanyat dos campionats estatals en categories inferiors, l'any 1998 va guanyar el Campionat d'Europa de trial amb Montesa, així com el Trial de les Nacions formant part de l'equip estatal.
Pascuet ha estat competint en els campionats mundial i espanyol a alt nivell, i de cara al 2009 i 2010 va fitxar per Gas Gas. Actualment dirigeix una escola de trial a La Seu d'Urgell, la Pascuet Trial School, i des de l'empresa Trialshows es dedica a oferir tota mena d'espectacles amb el també campió d'Europa Marcel Justribó.
A 1 de gener de 2010

## Palmarès
| Any          | Motocicleta  | C. del Món outdoor | C. del Món indoor | TDN | C. d'Espanya outdoor | C. d'Espanya indoor | Altres          |
| ------------ | ------------ | ------------------ | ----------------- | --- | -------------------- | ------------------- | --------------- |
| 1996         | Gas Gas      | -                  | -                 | -   | 1r júnior            | -                   |                 |
| 1997         | Montesa      | -                  | -                 | -   | 3r sènior B          | -                   |                 |
| 1998         | Montesa      | 15è                | -                 | 1r  | 1r sènior B          | -                   | Campió d'Europa |
| 1999         | Montesa      | 13è                | -                 | -   | 8è                   | -                   |                 |
| 2000         | Gas Gas      | 15è                | -                 | -   | 7è                   | -                   |                 |
| 2001         | Gas Gas      | 14è                | -                 | -   | 8è                   | 8è                  |                 |
| 2002         | Gas Gas      | 15è                | -                 | -   | 7è                   | 8è                  |                 |
| 2003         | Gas Gas      | 11è                | 12è               | -   | 4t                   | 8è                  |                 |
| 2004         | Gas Gas      | 10è                | -                 | -   | 5è                   | -                   |                 |
| 2005         | Gas Gas      | 10è                | -                 | -   | 14è                  | 6è                  |                 |
| 2006         | Gas Gas      | 15è                | -                 | -   | -                    | 7è                  |                 |
| 2007         | Beta         | 13è                | -                 | -   | 12è                  | -                   |                 |
| 2008         | Beta         | 12è                | -                 | -   | 11è                  | -                   |                 |
| Total títols | Total títols | 0                  | 0                 | 1   | 2                    | 0                   | 1               |

Notes
1. ↑  La classificació consignada a TDN fa referència a la posició final obtinguda per l'equip estatal
2. ↑  Al total de títols s'hi compten tots els campionats estatals o internacionals guanyats, incloent-hi el TDN